# Ray Wersching
Raimund „Ray“ Wersching (* 21. August 1950 in Mondsee) ist ein ehemaliger österreichischer American-Football-Spieler auf der Position des Kickers. Er spielte bei den San Diego Chargers und San Francisco 49ers in der National Football League (NFL).

## Leben
In seiner Studienzeit spielte Raimund Wersching am kalifornischen Cerritos Junior College und an der University of California, Berkeley.
Erst nach Abschluss seines Studiums wurde eine Profi-Mannschaft auf Wersching aufmerksam. 1973 holten die San Diego Chargers den talentierten jungen Kicker in ihr Team. Dort verbrachte er vier Jahre, bis er 1977 zu den San Francisco 49ers wechselte, mit denen er 1982 erstmals den Super Bowl, gegen die Cincinnati Bengals (26:21 – Super Bowl XVI), gewann. Er steuerte zu dem Sieg vier Field Goals bei, womit er den Super-Bowl-Rekord einstellte (Don Candler von den Green Bay Packers in Super Bowl II). Trotz dieser guten Leistung wurde er nicht zum Super Bowl MVP gewählt. Die Auszeichnung ging stattdessen an Quarterback Joe Montana, der einen Touchdown-Pass warf und als erster Quarterback in einem Super Bowl einen Lauf-Touchdown erzielte.
Nur drei Jahre später nahm Wersching wieder am Super Bowl teil, diesmal gegen die Miami Dolphins. Er erzielte in diesen Spiel sein fünftes Field Goal in einem Super Bowl und wurde nach dem Match glücklicher Besitzer seines zweiten Super-Bowl-Ringes. Die San Francisco 49ers gewannen mit 38:16. Most Valuable Player wurde, wie auch schon beim ersten Triumph, Joe Montana.
Im Jahre 1987 beendete Wersching seine Laufbahn. Auffällig war sein Kicking-Stil: Er hob vor dem Kick nie den Kopf.
Bereits während seiner Karriere gründete Wersching eine Versicherungsgesellschaft für Bauern. Aus ihr zog er sich nach eigenen Angaben schon 2002 zurück. Jedoch wurde er 2006 angeklagt, acht Millionen Dollar veruntreut zu haben.
Wersching hält bis heute (2010) die Franchise-Rekorde für geschossene Field Goals in einem Spiel mit sechs, sowie jenen für den Spieler mit den meisten getroffenen Field Goals überhaupt (190).